# Эллерт, Николай Людвигович
Николай Людвигович Эллерт (1845— 22 июля 1901) — русский декоратор, художник, график, мастер пейзажа и бытовых сцен.
Классный художник третьей степени.

## Биография
Родился в 1845 (возможно в 1844) году в дворянской семье в юго-западной части Российской империи.
Вероятнее всего предки Н. Л. Эллерта переселились в Подольскую губернию из Швабии.
Брат — Александр Людвигович жил в Москве в немецкой слободе, служил на почте помощником экспедитора в отделении приема и выдача иностранной корреспонденции.
Отец Людвиг Яковлевич служил в армии ветеринарным лекарем в период с 1842 по 1867 год.
Писал пейзажи и натюрморты; выполнял анималистические работы.
Работал декоратором в театрах.
В 1875 году руководил работами по устройству сцены городского театра города Казани.
В 1883 году присвоено звание классный художник третьей степени, а также четырнадцатый класс табели о рангах.
В 1886 году предоставил свои рисунки для каталога «Периодический выпуск рисунков русских художников».
В 1887 году принимал участие в создании каталога «Сборник автографов русских писателей и рисунков факсмиле русских художников. В помощь бедным детям».
В 1893 году в числе 27 художников принял участие в создании памятного альбома графических произведений, членов Московского товарищества художников. Альбом был подарен меценату Л. С. Полякову.
В последние годы жизни Н. Л. Эллерт потерял зрение и не работал.
В 1897 году В. Н. Мешков изобразил Н. Л. Эллерта на картинах «Тяжелая дума» и «Ослепший художник». Обе картины выпускались на почтовых карточках.
Н. Л. Эллерт курил и был левшой.
Дружил с художником-декоратором частного театра (ныне театр Оперетты) Иваном Федоровичем Савицким, с которым были дальними родственниками.
Умер 22 июля 1901 года в Москве.

## Места проживания
Большую часть жизни провел в Москве.
Вместе с Сильверсваном, К.Коровиным и И.Левитаном часто бывал у Л. Л. Каменева в Саввинской слободе близ Звенигорода.
В 1867 году возможно посещал Киев.
В 1875 году жил и работал в Казани.
В 1885 году бывал в Царицино, где написал несколько рисунков.
В 1888 году проживал по адресу: Москва, у Красных ворот дом Назаровой. Имеется ввиду дом Назаровой Ольги Александровны по адресу Каланчевская улица д.11 В настоящее время в здании Находится Басманный суд.

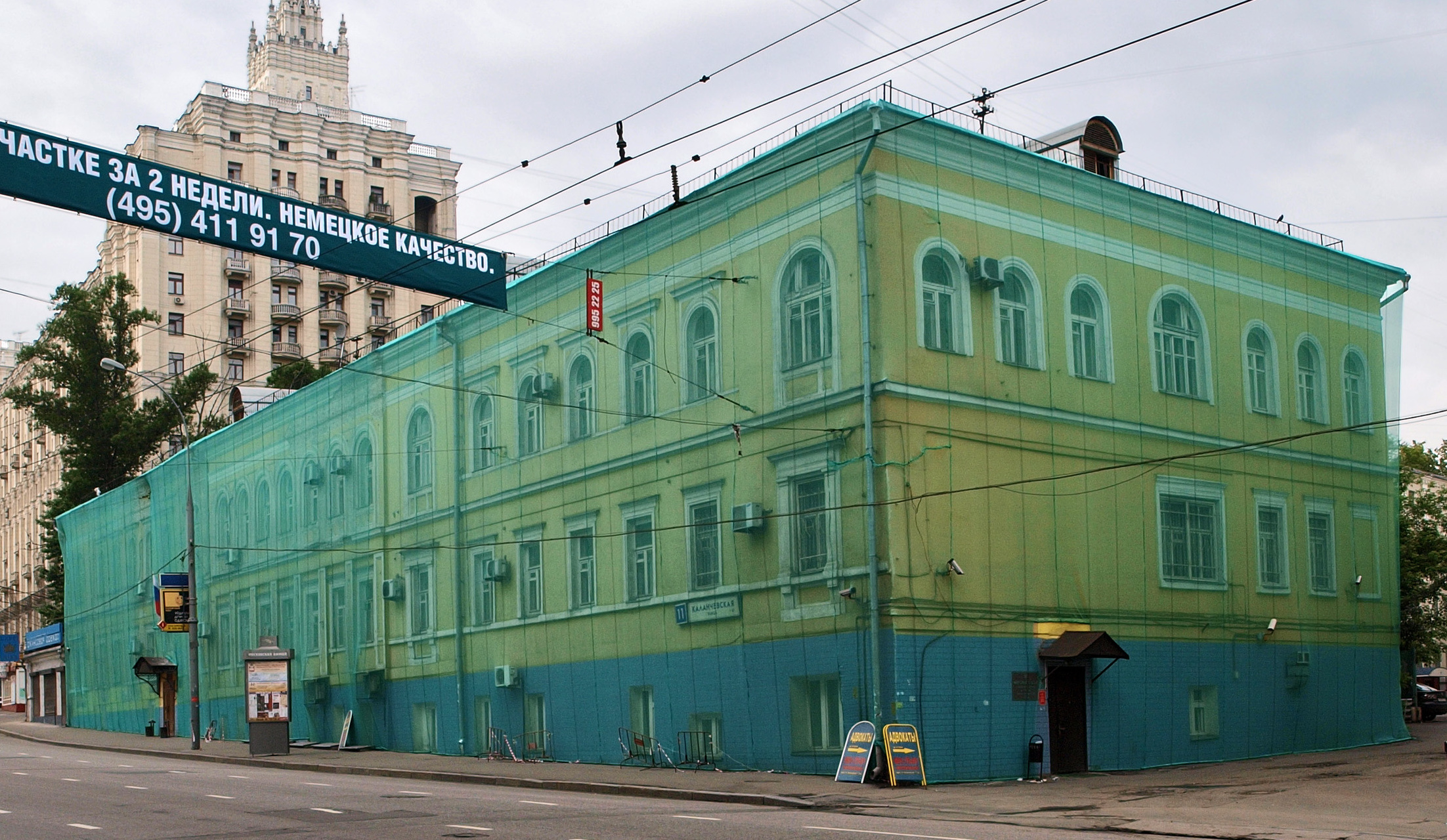
В этом доме в 1888 году проживал Эллерт.

В 1891 году проживал по адресу «в Москве у Красных ворот гост. Петербург».
В. В. Переплетчиков 07 февраля 1894 года в своем дневнике писал:
«Я жил тогда (в начале 80-х гг.) с И. Левитаном у О. Г. Горбачевой, у нее жили почти все московские пейзажисты, жил Эллерт, Аладжалов, С. Коровин, К. Коровин, Сильверсван. Брала она что-то удивительно дешево, что-то чуть ли не 15 рублей в месяц на всем готовом, добрая была душа».
Имеется ввиду доходный дом «Восточные номера», Садовая- Спасская д.12
В 1901 году проживал по адресу г. Москва Первая мещанская улица дом Новикова (сейчас Проспект мира д.6).

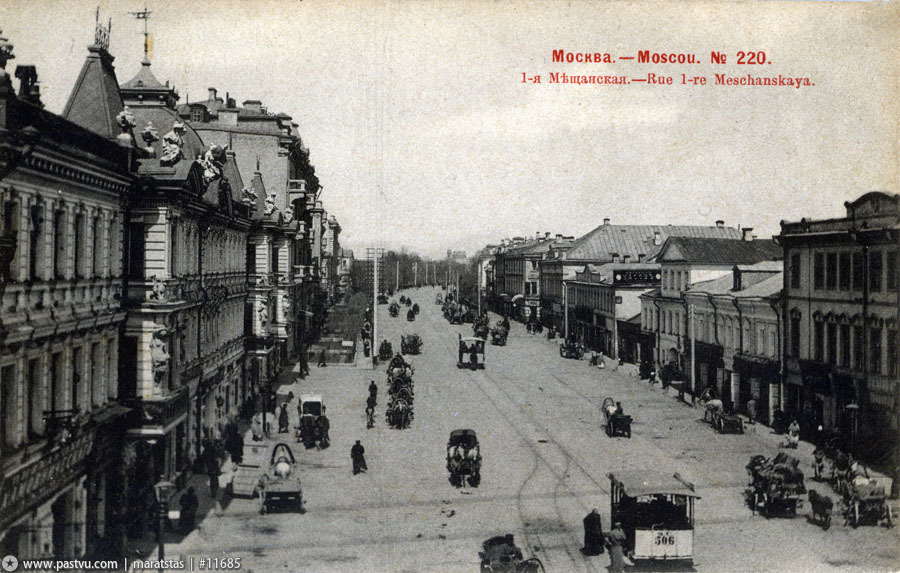
1902 год. 1-я Мещанская улица. Справа снизу дом в котором Н.Л. Эллерт провел последний год жизни.

## Образование

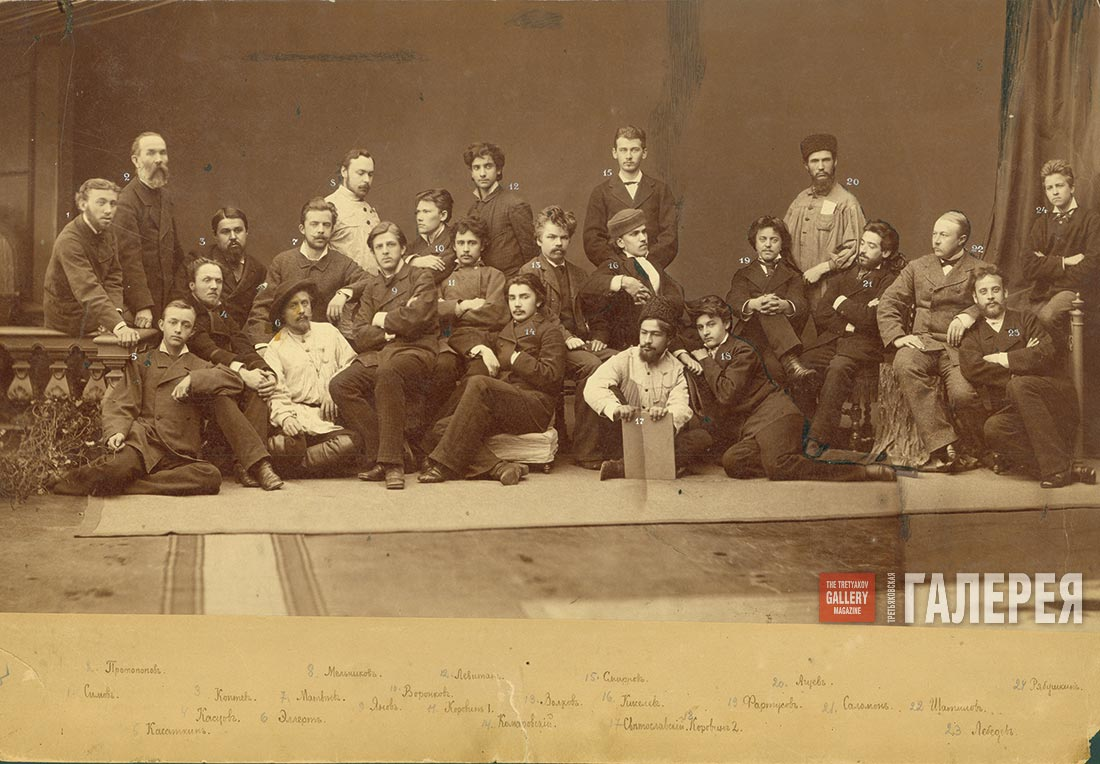
Групповая фотография художников. В нижнем ряду в белой одежде слева — Н. Л. Эллерт

В конце 60х начале 70х брал частные уроки живописи у Л. Л. Каменева.
В качестве вольнослушателя учился в МУЖВЗ (1875—1883). Ученик А. К. Саврасова.
Во время учебы дружил с И. Левитаном и К. Коровиным.

## Работа в театрах

#### Список театров
- Императорском Малом театре[15][33];
- Императорском Большом театре[15][34][35];
- Мариинском театре[36];
- Александровском театре[15][37];
- Городском театре Казани[13].

#### Стиль работы
В своих работах уводил театральные костюмы и декорации от общепризнанного романтизма к исторической достоверности. Для постановки оперы «Рогнеда» в Мариинском театре Н. Л. Эллерт предпринял попытку преподнести исторически точные детали.
В 1867 году работал над костюмами и декорацией для московской постановки оперы А. Серова «Рогнеда», а также театральных постановок «Ловчий князя» и «Скоморохи». В работе использовал фрески Софийского собора (Киев).

#### Постановки
- «Смерть Иоанна Грозного» — 1867 г. Александринский театр[37].
- «Шапка невидимка»[38].
- «Полоцкое разоренье» — Малый театр[39].
- «Рогнеда» — 1867 г. — Большой театр[40].
- «Карпатская роза» — 1868 г. — Большой театр[41].
- «Ловчий князя» — 1867 г. — Большой театр[24].
- «Скоморохи» — 1867 г. — Большой театр[24].
- «Петр Португальский» — 1874 г.[42]
- «Магомет 2» — 1874 г.[43]
- «Дон Жуан» — 1882 г. — Большой театр[44]
- «Лоэнгрин» — 1880е[45]
- «Жизнь за царя»[46]
- «Царь Кандавл» — 1868 г. — Большой театр[47]
- «Беглянка»[48]

#### Прочие работы
- В 1868 году оформил антрактный занавес в Малом театре[33]
- В 1875 году руководил работами по устройству сцены восстановленного после пожара городского театра города Казани[13] (сгорел в августе 1919 года, полностью разобран в 1923 году)[49]. Данная работа считается одной из последних работ Н. Л. Эллерта в данной области[13].

## Участие в выставках

#### Основные выставки
- Участник выставок МУЖВЗ с 1878 года[50].
- Экспонент Московского общества любителей художеств с 1884 года.[12]
- Член Московского общества любителей художеств с 1886 года по 1899 год.[12]

Участник XI периодической выставки МОЛХ.
Участник XII периодической выставки МОЛХ в 1893 году.
Участник XIV периодической выставки МОЛХ в 1894—1895 годах.
- Экспонент Московского товарищества художников с 1893 года.[12]
- Член Московского товарищества художников с 1894 года по 1898 год.[12]

#### Выставкипередвижников
- № 12 (1884 г.)[55][56][57][58] — Табун (не участвовала в выставке в Харькове)[59]
- № 15 (1887 г.)[55][56][57][58] — Пчельник[59][60]
- № 16 (1888 г.)[55][56][57][58] — Возвращение с пастбища[27][59]
- № 19(1891 г.)[55][56][57][58] — Волга в полую воду[59][61]
- № 20 (1892 г.)[55][56][57][58] — Полдень[59][62]

#### Выставки в 2019 году
- «Передвижники. Живопись из частных собраний», г. Плёс[4] (07 июня — 18 августа)[63].
- «Передвижники. Живопись из частных собраний», г. Москва[4] (галерея «Даев, 33»[4], 4 октября — 16 ноября)[64]

#### Выставки в 2020 году
- В честь 175-летия со дня рождения Н. Л. Эллерта Калужский музей изобразительных искусств провел виртуальную выставку «Облачный день»[15]

## Награды
- В 1879 году за пейзаж «Полдень», а также «принимая во внимание продолжительную его деятельность, выдающееся дарование», преподаватели МУЖВЗ ходатайствовали перед Советом Московского художественного общества о награждении Н. Л. Эллерта большой серебряной медалью и приеме в число постоянных учеников, но ходатайство было отклонено[2].
- В 1881 году за классные этюды Н. Л. Эллерт был награждён Императорской Академией художеств малой поощрительной медалью[2].
- В 1881 году за эскиз композиции «Иаков благословляет детей Иосифа» получил денежное поощрение от МУЖВЗ[2].
- В 1882 году за эскиз «Летний вечер» утвержден для написания картины на большую серебряную медаль, для чего получил денежное содержание от МУЖВЗ[2].
- В 1883 году за картину «Ночное» («Табун»)награждён большой серебряной медалью[1][6][65], а также присвоено звание классный художник третьей степени[5] и четырнадцатый класс табели о рангах.[5]
- 19 февраля 1883 года за эскиз «Закладка Успенского собора» от Совета Московского общества любителей художеств получил на краски десять рублей серебром.[66]
- По состоянию на 2019 год имеет рейтинг художника 4B.[67]

## Отзывы современников об Н. Л. Эллерте

#### ОтзывК. Коровина
По мнению К. Коровина одним из лучших учеников МУЖВЗ считался Н.Эллерт.

Также К. Коровин писал:
«Что же такое? Эллерт и Сильверсван пишут какие-то пейзажи, кудрявые, зеленые, мне совсем не нравится. Да и места такие выбирают, которые мне тоже не нравятся.»

#### ОтзывП. М. Третьякова
В январе 1880 года Третьяков сообщал Крамскому:
«В настоящее время в Московском училище есть несколько талантливых учеников: по историческому жанру Ланской, Лебедев, Янов, Коровин, по пейзажу — Светославский, Эллерт, Левитан…»

#### Отзывы критиков
В рецензии на выставку учащихся в 1880 году А. И. Урусов писал:
«не ученическим чувством и отношением к природе видимой отличаются картины Эллерта, Коровина, Левитана и Светославского… Это уже мастера, почти вполне завладевшие предметом, богатые сознательным чувством, вкусом и владеющие энергетическою, своеобразною кистью».
Михаил Яровой, чьи рукописные воспоминания хранятся в архивах Третьяковской галереи, отметил, что в конце семидесятых в училище «знаменитыми были Эллерт, Светославский и Левитан».

В 1881 году критик «Современных известий» отмечал:
«В отделе живописи пейзажной владычествуют гг. Эллерт, Коровин, А. Сильверсван, Светославский, Левитан…»

«Мимо этой картины (имеются ввиду работы учеников А. К. Саврасова) не пройдешь; над этой картиной не заплачешь, не засмеешься, а задумаешься. Господи, какая ширь, какой простор, а как-то тесно чувствуешь в груди».
Морозов М. А. в 1894 году писал:
«Тон снега на заднем плане лезет вперед… задний план написан и даже нарисован сильнее первого».

Чехов А. П. в 1883 году об учащихся МУЖВЗ писал:
Делаются они знаменитостями тотчас же при переходе в натурный класс. О них кричат, пишут о них в газетах московских и питерских, покупают их картины, но получают они медальку и — все погибло. На середине пути стушевываются и исчезают, исчезают бесследно… Где Эллерт, Янов, Левитан?

## Картины Н. Л. Эллерта

#### ВТретьяковской Галерее
- Ночное (Табун) — 1883 г. — Государственная Третьяковская галерея, Москва (приобретена П. М. Третьяковым в 1886 году[59])[1][26]
- Перед грозой — Государственная Третьяковская галерея, Москва[23] (приобретена П. М. Третьяковым), постоянно в экспозиции.[23]

В 1904 г. картины «Табун» и «Перед грозой» висели в Третьяковской галерее на нижнем этаже в 20 комнате.
- Вечер — 1892 г. — Государственная Третьяковская галерея, Москва
- Пейзаж с церковью — Государственная Третьяковская галерея, Москва (подарена А. А. Сидоровым)
- Пейзаж с рыбаком — Государственная Третьяковская галерея, Москва (подарена А. А. Сидоровым)
- Натурщик в рыцарских доспехах — посл. треть XIX века — Государственная Третьяковская галерея, Москва (подарена А. А. Сидоровым)
- Вечер на пруду — Государственная Третьяковская галерея, Москва (получена музеем в 1917 году из собрания В. О. Гиршмана)

#### Известные картины
- Полдень — 1879 г.[2]
- Иаков благословляет детей Иосифа — 1881 г.[2]
- Летний вечер — 1882 г.[2]
- Весна — 1894 г.[74]
- Облачный день — 1896 г.[15][77] — «Калужский музей изобразительных искусств», Калуга[78] (приобретена Н. И. Васильевым[79] в 1896 году)[15]
- В избе — 1890е — «Государственный литературный музей», Москва[77][80]
- У мельницы — 1890 г.[77]
- На водопое — 1880е — (в частной коллекции)[81]
- Коровы — 1890е.[23][82]
- Зеленые дали — 1884 г.[82]
- Осень — 1890е — «Дальневосточный художественный музей», Хабаровск[77][83][84] (приобретена для Музея ИАХ в 1895 году).
- Пчельник — 1887 г. — участвовала в XV выставке ТПХВ[60]
- Овражистая речка — 1893 г. — выставка МОЛХ 1893 года.[53]
- Возвращение с пастбища[59]
- Волга в полую воду — 1891 г. — участвовала в XIX выставке ТПХВ[61].
- Яблоня цветет[85][86] — в октябре 2017 года картина продана с аукциона в Ереване[87][88]
- Ivre in Russe[89]
- Этюд «Коровы» — «Нижегородский государственный художественный музей»[90].
- Шипиловская плотина — 1885 г. — МУЗЕЙ-ЗАПОВЕДНИК В. Д. ПОЛЕНОВА, Тульская область[91]
- Эскиз «Закладка Успенского собора» и Эскиз «Бояре»[66]
- Эскизы костюмов и сцены — «Театральный музей имени А. А. Бахрушина» — Москва.[92]
- Пейзаж Саввинская Слобода.[93]
- Пруд в лесу — 1894 г.[94][95]

#### Рисунки для печатных изданий
- Мельница — 1887 (альбом «Сборник рисунков художников в помощь бедным детям»), — Русский музей, Санкт-Петербург.
- Запущенный парк — 1886 г. (Периодический выпуск рисунков русских художников), — Русский музей, Санкт-Петербург; Пушкинский музей, Москва.
- Старообрядческий скит — 1890е[96]
- Вид Царицино — 1880е.[26][97]
- Мостик — 1885 г.[26][97]
- Табун — 1885 г.[26][97]
- Стадо коров у воды, 1891 г.[98][99]
- Казань[100] — 1875 г., — "Музей-заповедник «Абрамцево», Московская область; «Ярославский художественный музей», Ярославль.[101]
- Монастырь св. Саввы Звенигородского — «Звенигородский историко-архитектурный и художественный музей», Звенигород.[102]
- За куропатками[103]
- По бекасам[104]
- За оленем на Кавказ[105]
- На даче — 1888 г.[106]
- На тетеревей[107]
- На глухарином току — 1888 г.[108]
- Перепелятник[109]
- Безалаберная охота[110]
- Дачная жизнь — 1888 г.[111]
- Московские рыболовы — 1888 г.[112]
- Кабаны[113]
- Охота на лося — 1884 г.[114]
- Въ догонку — 1890е[115]
- Масленица в деревне — 1884 г.[116]
- Мальчики у костра в ночном — Пушкинский дом, Санкт-Петербург.[117]

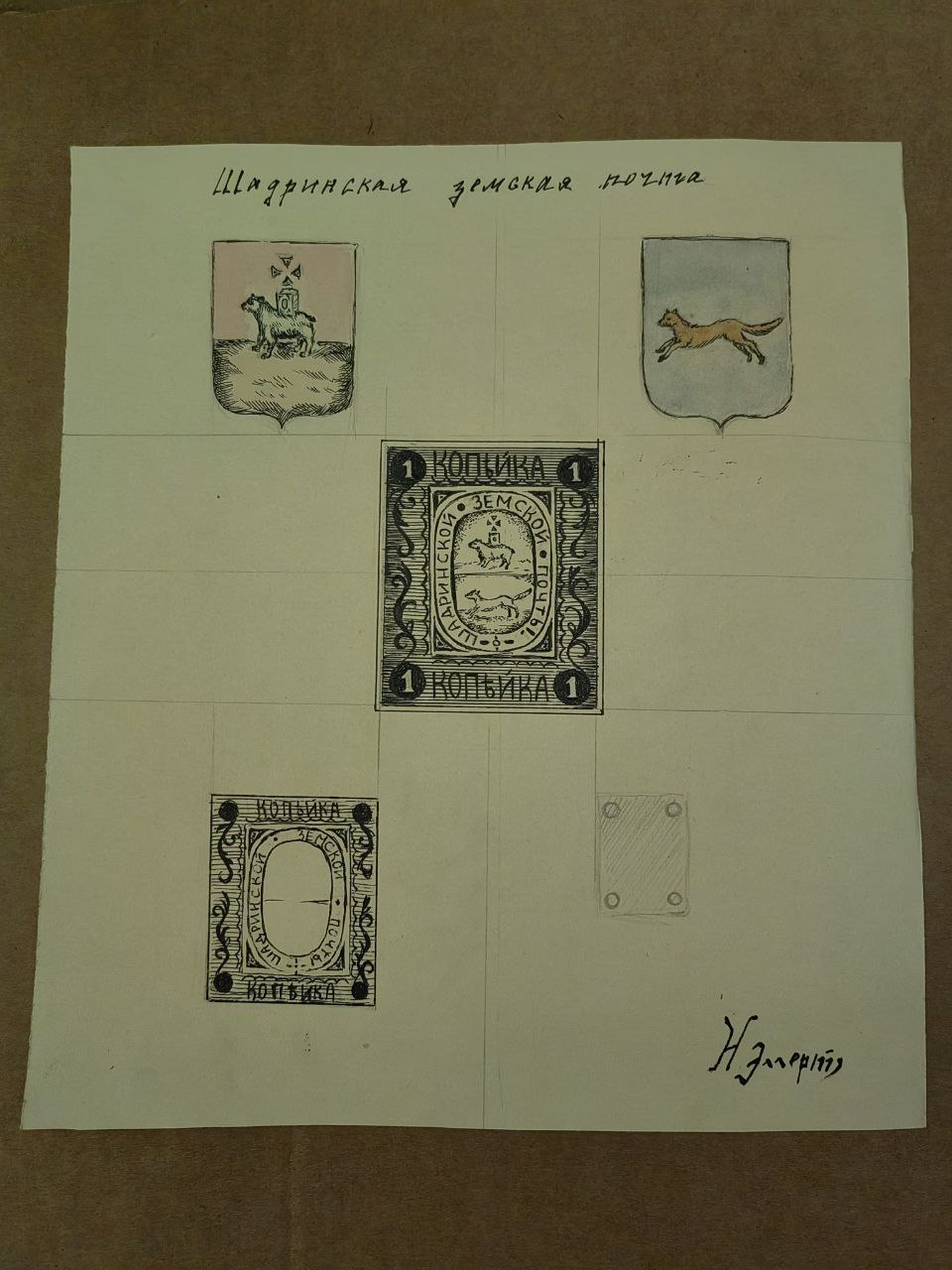
Эскиз марки Шадринского Земства

- Княжна Кити на катке[118].
- Деревенька[119].
- Осень[120].
- Вязы[121].
- На Оке[122].
- Заросший пруд[123].Эскиз марки Шадринского ЗемстваЭскиз марки Красноуфимского ЗемстваЭскиз марки Верхотурского Земства Пермской Губернии.Эскиз марки Чердынского Земства Пермской Губернии.Эскиз марки Соликамского Земства Пермской Губернии.Заросшая речка[124].

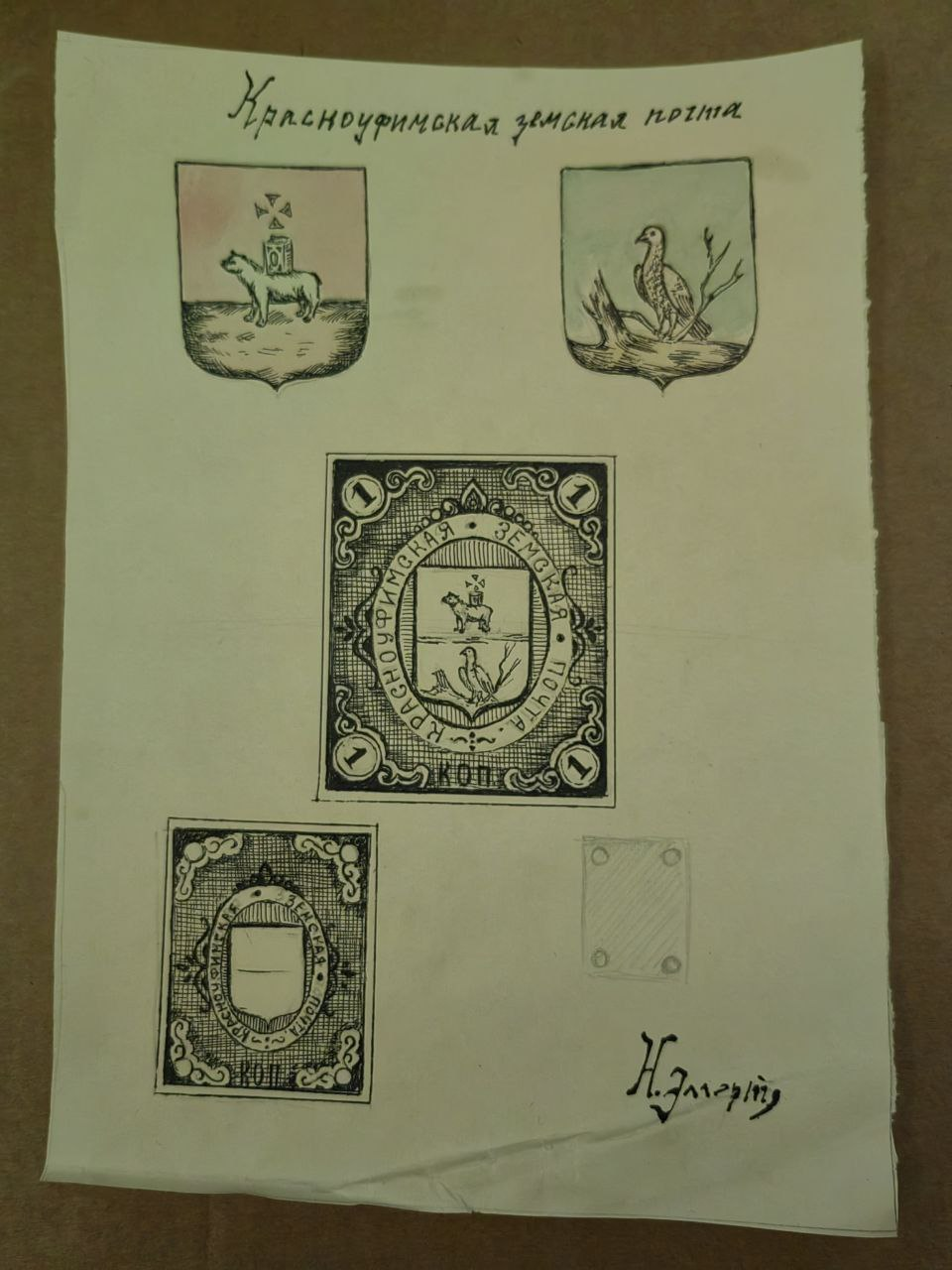
Эскиз марки Красноуфимского Земства

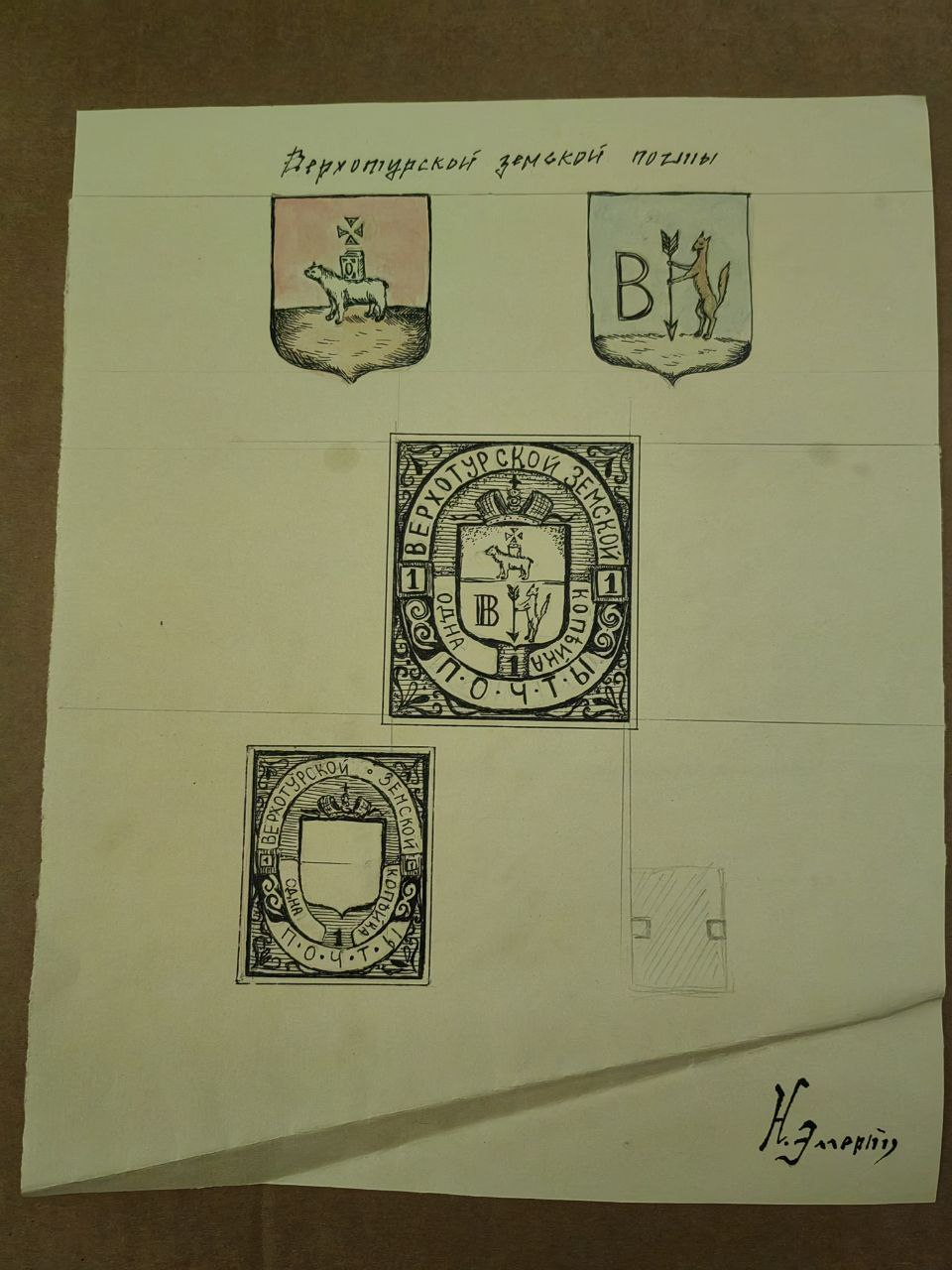
Эскиз марки Верхотурского Земства Пермской Губернии.

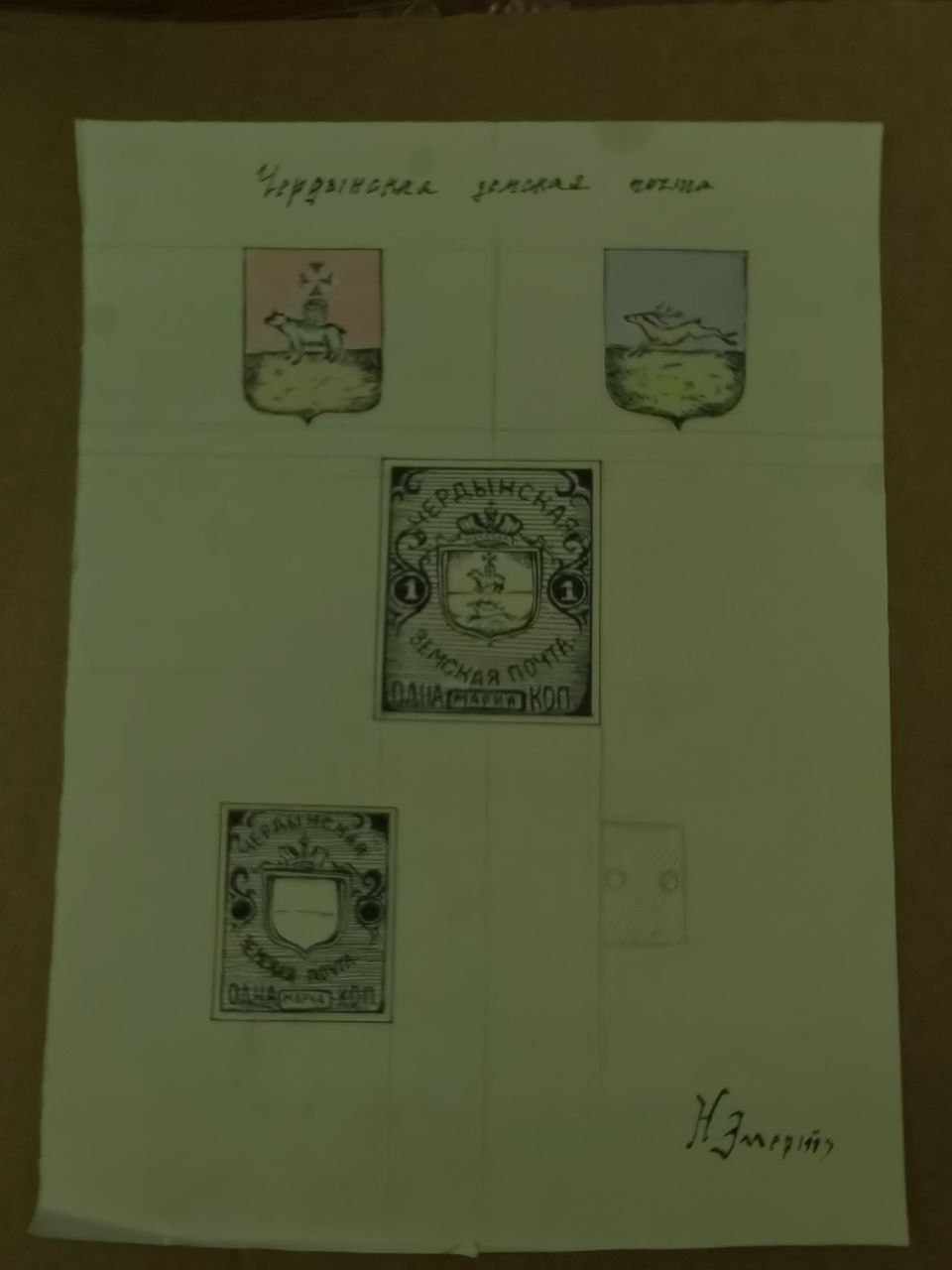
Эскиз марки Чердынского Земства Пермской Губернии.

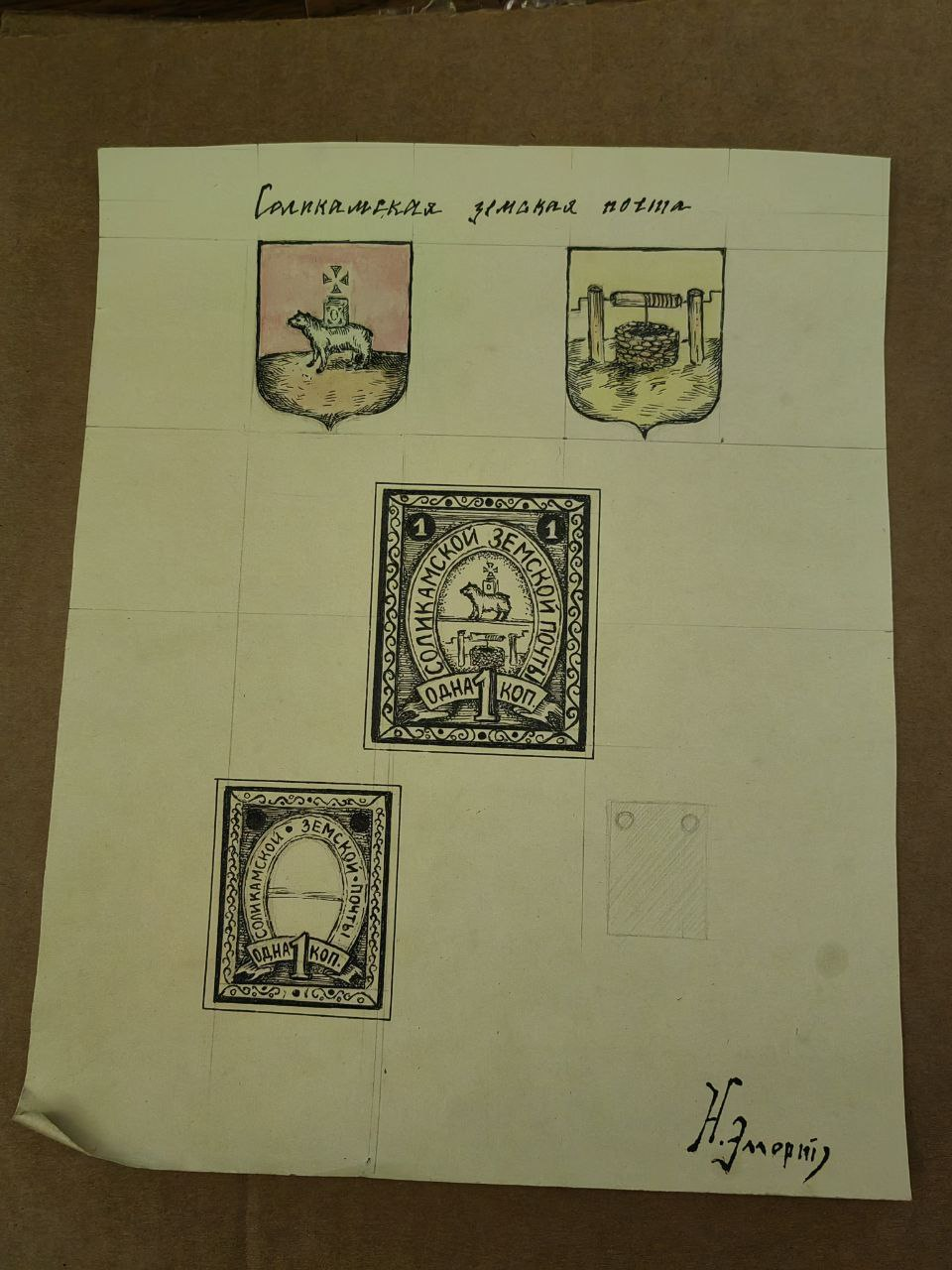
Эскиз марки Соликамского Земства Пермской Губернии.

Эскизы марок Земств Пермской Губернии.

#### Прочие
В 1976 году в СССР была выпущена открытка с изображением картины «Облачный день».
Часть работ Н. Л. Эллерта находятся в частных коллекциях.

## Репродукции картин

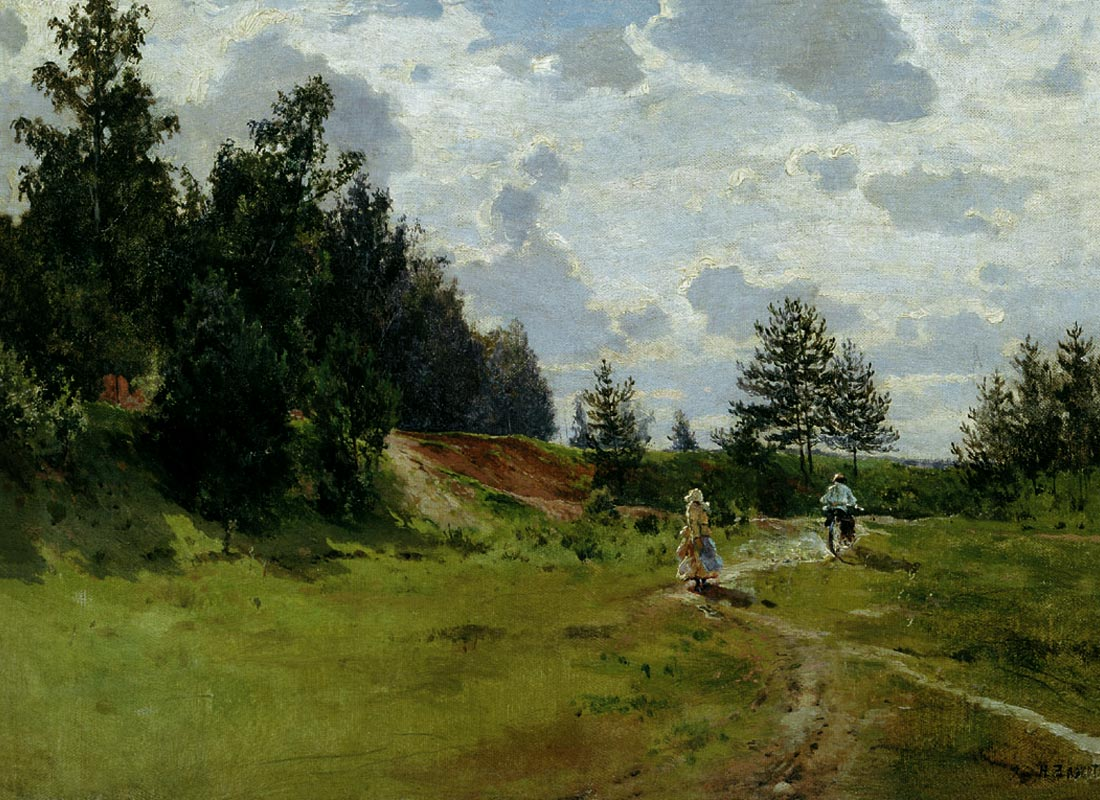
Облачный день
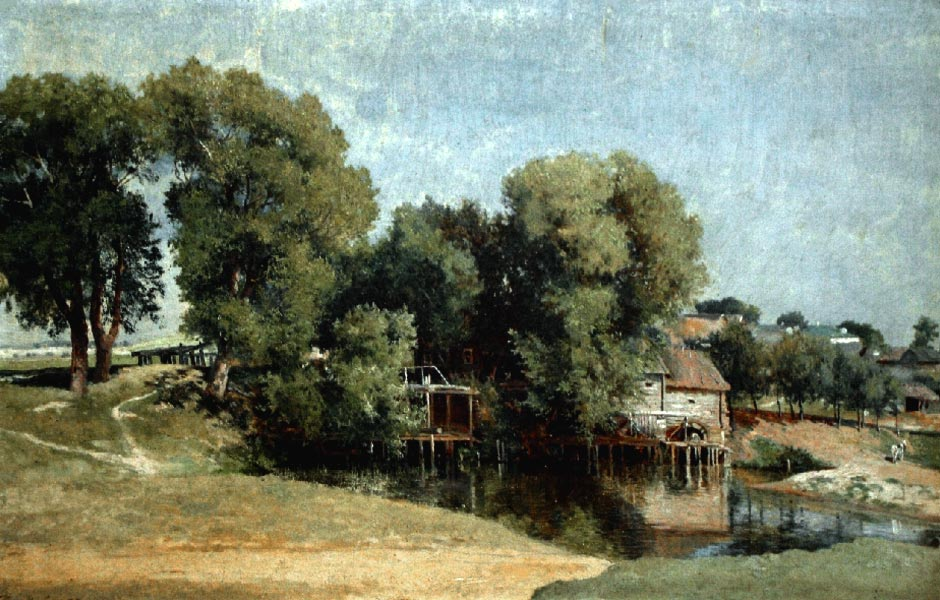
У мельницы
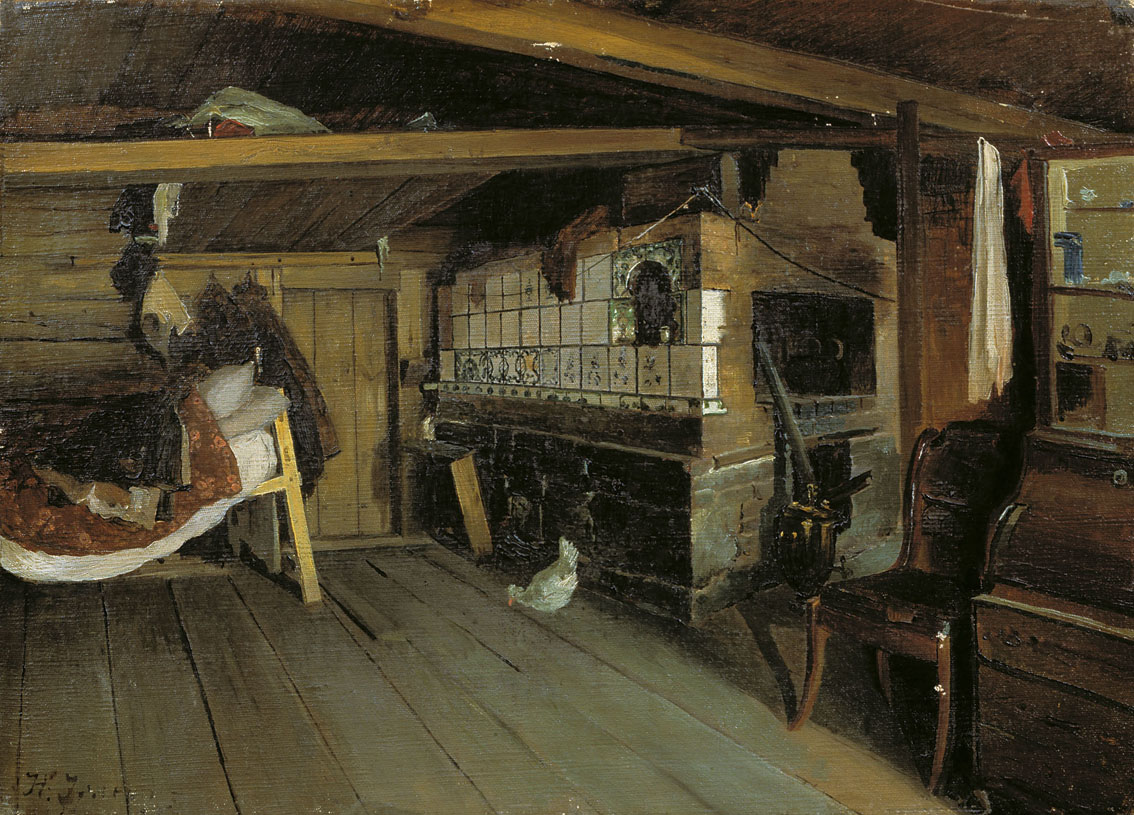
В избе
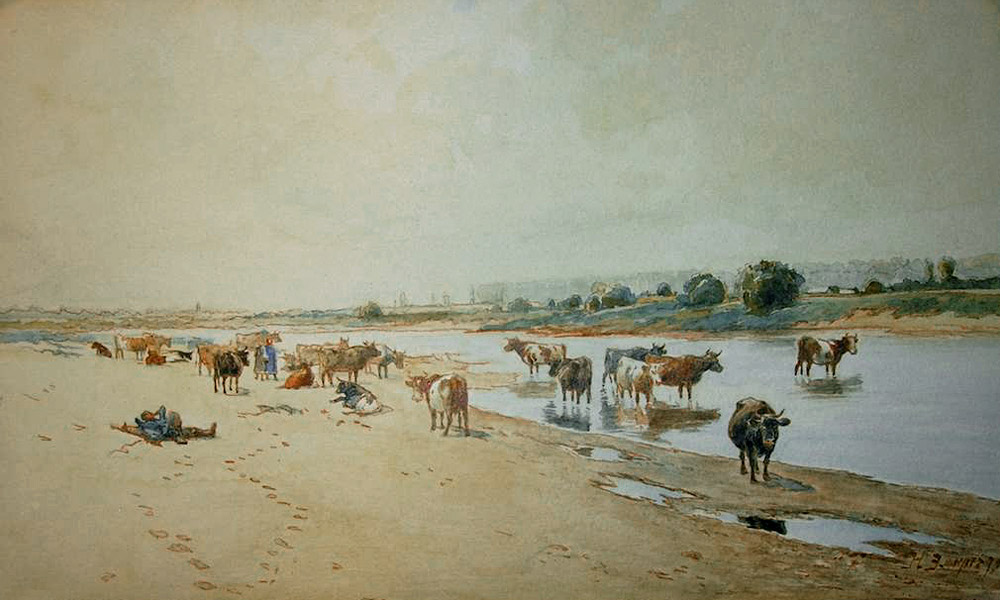
На водопое